# Хирвенсалми
Хи́рвенсалми (фин. Hirvensalmi) — муниципалитет (община) в провинции Южное Саво в Восточной Финляндии.
Расположен в 53 км на запад от Миккели южнее озера Пуула посредине Финского озерного края. Соседствует с муниципалитетами Йоутса, Кангасниеми, Миккели, Мянтюхарью и Пертунмаа. Расстояние до Пиексямяки — 105 км, Йювяскюля — 90 км.
Население по состоянию на 31 августа 2017 года — 2 242 человека. Занимает площадь 746.59 км², из которых 281,31 км² приходится на водную поверхность. Плотность населения составляла 4.82 чел/ км².
В состав муниципалитета входят населённые пункты Hirvenlahti, Hurrila, Hämeenmäki, Kekkola, Kilkki, Kotkatvesi, Kuitula, Lahnaniemi, Lelkola, Malvaniemi, Merrasmäki, Monikkala, Parkkola, Puukonsaari, Pyörnilä (Björnilä), Pääskynsaari, Pöyry, Ripatti, Suonsalmi, Syväsmäki, Vahvamäki, Vahvaselkä, Väisälä.
В 1915 году здесь построена каменная кирха в стиле национального романтизма и модерна по проекту архитектора Йозефа Стенбека.